# Michihiro Ozawa
Michihiro Ozawa (小沢通宏?, Ozawa Michihiro; Prefettura di Tochigi, 25 dicembre 1932) è un ex calciatore giapponese, di ruolo centrocampista.

## Statistiche

### Presenze e reti nei club
| Stagione | Squadra           | Campionato | Campionato | Campionato |
| Stagione | Squadra           | Comp       | Pres       | Reti       |
| -------- | ----------------- | ---------- | ---------- | ---------- |
| 1965     | Toyo Kogyo        | JSL        | 14         | 0          |
| 1966     | Toyo Kogyo        | JSL        | 14         | 0          |
| 1967     | Toyo Kogyo        | JSL        | 14         | 0          |
|          | Totale Toyo Kogyo |            | 42         | 0          |